# NBA-Draft 1995
Der NBA-Draft 1995 wurde am 28. Juni 1995 in Toronto, Kanada durchgeführt. In zwei Runden wurden jeweils 29 Spieler von NBA-Teams ausgewählt. Erstmals nahmen die Vancouver Grizzlies und Toronto Raptors am Draft teil, die neu in die Liga aufgenommen wurden.
An erster Stelle wurde Joe Smith von den Golden State Warriors ausgewählt. Für Aufsehen sorgte Kevin Garnett, der an fünfter Stelle direkt aus der Highschool kommend von den Minnesota Timberwolves gedraftet wurde.

## Runde 1
|  | = All-Star     |
|  | = Hall of Fame |

| Pick | Spieler                 | Nationalität       | NBA Team               | vorheriges Team/College                     |
| ---- | ----------------------- | ------------------ | ---------------------- | ------------------------------------------- |
| 1    | Joe Smith (PF)          | Vereinigte Staaten | Golden State Warriors  | University of Maryland, College Park        |
| 2    | Antonio McDyess (PF)    | Vereinigte Staaten | Los Angeles Clippers   | University of Alabama                       |
| 3    | Jerry Stackhouse (SG)   | Vereinigte Staaten | Philadelphia 76ers     | University of North Carolina at Chapel Hill |
| 4    | Rasheed Wallace (PF)    | Vereinigte Staaten | Washington Bullets     | University of North Carolina at Chapel Hill |
| 5    | Kevin Garnett (PF)      | Vereinigte Staaten | Minnesota Timberwolves | Farragut Academy (Chicago, Illinois)        |
| 6    | Bryant Reeves (C)       | Vereinigte Staaten | Vancouver Grizzlies    | Oklahoma State University – Stillwater      |
| 7    | Damon Stoudamire (PG)   | Vereinigte Staaten | Toronto Raptors        | University of Arizona                       |
| 8    | Shawn Respert (SG)      | Vereinigte Staaten | Portland Trail Blazers | Michigan State University                   |
| 9    | Ed O’Bannon (SF)        | Vereinigte Staaten | New Jersey Nets        | University of California, Los Angeles       |
| 10   | Kurt Thomas (PF)        | Vereinigte Staaten | Miami Heat             | Texas Christian University                  |
| 11   | Gary Trent (PF)         | Vereinigte Staaten | Milwaukee Bucks        | Ohio University                             |
| 12   | Cherokee Parks (C)      | Vereinigte Staaten | Dallas Mavericks       | Duke University                             |
| 13   | Corliss Williamson (PF) | Vereinigte Staaten | Sacramento Kings       | University of Arkansas                      |
| 14   | Eric Williams (SF)      | Vereinigte Staaten | Boston Celtics         | Providence College                          |
| 15   | Brent Barry (SG)        | Vereinigte Staaten | Denver Nuggets         | Oregon State University                     |
| 16   | Alan Henderson (PF)     | Vereinigte Staaten | Atlanta Hawks          | Indiana University                          |
| 17   | Bob Sura (SG)           | Vereinigte Staaten | Cleveland Cavaliers    | Florida State University                    |
| 18   | Theo Ratliff (PF)       | Vereinigte Staaten | Detroit Pistons        | University of Wyoming                       |
| 19   | Randolph Childress (PG) | Vereinigte Staaten | Detroit Pistons        | Wake Forest University                      |
| 20   | Jason Caffey (PF)       | Vereinigte Staaten | Chicago Bulls          | University of Alabama                       |
| 21   | Michael Finley (SF)     | Vereinigte Staaten | Phoenix Suns           | University of Wisconsin                     |
| 22   | George Zidek (C)        | Tschechien         | Charlotte Hornets      | University of California, Los Angeles       |
| 23   | Travis Best (PG)        | Vereinigte Staaten | Indiana Pacers         | Georgia Institute of Technology             |
| 24   | Loren Meyer (PF)        | Vereinigte Staaten | Dallas Mavericks       | Iowa State University                       |
| 25   | David Vaughn (PF/C)     | Vereinigte Staaten | Orlando Magic          | University of Memphis                       |
| 26   | Sherell Ford (PF)       | Vereinigte Staaten | Seattle SuperSonics    | University of Illinois at Chicago           |
| 27   | Mario Bennett (PF)      | Vereinigte Staaten | Phoenix Suns           | Arizona State University                    |
| 28   | Greg Ostertag (C)       | Vereinigte Staaten | Utah Jazz              | University of Kansas                        |
| 29   | Cory Alexander (PG)     | Vereinigte Staaten | San Antonio Spurs      | University of Virginia                      |

## Runde 2
| Pick | Spieler                 | Nationalität           | NBA Team               | vorheriges Team/College                 |
| ---- | ----------------------- | ---------------------- | ---------------------- | --------------------------------------- |
| 30   | Lou Roe (F)             | Vereinigte Staaten     | Detroit Pistons        | University of Massachusetts Amherst     |
| 31   | Dragan Tarlać (C)       | Jugoslawien ( Serbien) | Chicago Bulls          | Olympiakos Piräus (Griechenland)        |
| 32   | Terrence Rencher (G)    | Vereinigte Staaten     | Washington Bullets     | University of Texas at Austin           |
| 33   | Junior Burrough (F)     | Vereinigte Staaten     | Boston Celtics         | University of Virginia                  |
| 34   | Andrew DeClercq (PF/C)  | Vereinigte Staaten     | Golden State Warriors  | University of Florida                   |
| 35   | Jimmy King (G)          | Vereinigte Staaten     | Toronto Raptors        | University of Michigan                  |
| 36   | Lawrence Moten (G)      | Vereinigte Staaten     | Vancouver Grizzlies    | Syracuse University                     |
| 37   | Frankie King (G)        | Vereinigte Staaten     | Los Angeles Lakers     | Western Carolina University             |
| 38   | Rashard Griffith (C)    | Vereinigte Staaten     | Milwaukee Bucks        | University of Wisconsin                 |
| 39   | Donny Marshall (F)      | Vereinigte Staaten     | Cleveland Cavaliers    | University of Connecticut               |
| 40   | Dwayne Whitfield (F)    | Vereinigte Staaten     | Golden State Warriors  | Jackson State University                |
| 41   | Erik Meek (C)           | Vereinigte Staaten     | Houston Rockets        | Duke University                         |
| 42   | Donny Boyce (G)         | Vereinigte Staaten     | Atlanta Hawks          | University of Colorado at Boulder       |
| 43   | Eric Snow (PG)          | Vereinigte Staaten     | Milwaukee Bucks        | Michigan State University               |
| 44   | Anthony Pelle (C)       | Vereinigte Staaten     | Denver Nuggets         | California State University, Fresno     |
| 45   | Troy Brown (F/C)        | Vereinigte Staaten     | Atlanta Hawks          | Providence College                      |
| 46   | George Banks (F)        | Vereinigte Staaten     | Miami Heat             | University of Texas at El Paso          |
| 47   | Tyus Edney (G)          | Vereinigte Staaten     | Sacramento Kings       | University of California, Los Angeles   |
| 48   | Mark Davis (G/F)        | Vereinigte Staaten     | Minnesota Timberwolves | Texas Tech University                   |
| 49   | Jerome Allen (G)        | Vereinigte Staaten     | Minnesota Timberwolves | University of Pennsylvania              |
| 50   | Martin Lewis (F)        | Vereinigte Staaten     | Golden State Warriors  | Seward County Comm. College (Kansas)    |
| 51   | Dejan Bodiroga (SF)     | Jugoslawien ( Serbien) | Sacramento Kings       | Stefanel Milano (Italien)               |
| 52   | Fred Hoiberg (SG)       | Vereinigte Staaten     | Indiana Pacers         | Iowa State University                   |
| 53   | Constantin Popa (C)     | Rumänien               | Los Angeles Clippers   | University of Miami                     |
| 54   | Eurelijus Žukauskas (C) | Litauen                | Seattle SuperSonics    | KK Neptūnas (Litauen)                   |
| 55   | Michael McDonald (C)    | Vereinigte Staaten     | Golden State Warriors  | University of New Orleans               |
| 56   | Chris Carr (G)          | Vereinigte Staaten     | Phoenix Suns           | Southern Illinois University Carbondale |
| 57   | Cuonzo Martin (G/F)     | Vereinigte Staaten     | Atlanta Hawks          | Purdue University                       |
| 58   | Don Reid (F)            | Vereinigte Staaten     | Detroit Pistons        | Georgetown University                   |

## Ungedraftete Spieler
- Rick Brunson (SG,  Vereinigte Staaten, Temple University)
- Kevin Ollie (PG,  Vereinigte Staaten, University of Connecticut)